# Arbitrage (conflict)
Arbitrage is particuliere rechtspraak, rechtspraak buiten de gewone rechter om. Bij overeenkomst kunnen partijen bestaande en/of toekomstige geschillen aan arbitrage onderwerpen. Zij verbinden zich er dan toe de desbetreffende geschillen voor te leggen aan arbiters (particuliere rechters), die ter zake een voor partijen bindende beslissing geven, een arbitraal vonnis.

## Bindende uitspraak
In de meeste landen, waaronder Nederland en België, bestaat specifieke wetgeving op het gebied van arbitrage. In Nederland is arbitrage geregeld in Boek 4 van het Wetboek van Burgerlijke Rechtsvordering, in België in het Gerechtelijk Wetboek, deel VI, 'Arbitrage'.
Als een partij een geschil aan de rechter voorlegt, zal de rechter zich onbevoegd verklaren in het geval dat tussen partijen een geldige arbitrageovereenkomst bestaat en de wederpartij zich bij de rechter op die overeenkomst beroept. Als arbiters een arbitraal vonnis wijzen, dan kan de daartoe in aanmerking komende partij de rechter verzoeken verlof te verlenen voor de tenuitvoerlegging van het arbitraal vonnis. Dit wil zeggen, dat de desbetreffende partij het arbitraal vonnis, waarin bijvoorbeeld de wederpartij wordt veroordeeld tot betaling van een geldsom, tegen de wil van de wederpartij door een gerechtsdeurwaarder kan doen executeren, dit zonder dat daarvoor opnieuw over het geschil een geding bij de rechter moet volgen.
Het is in het bedrijfsleven niet ongebruikelijk dat in (grote) contracten een arbitraal beding in het contract wordt opgenomen. Dat wil zeggen, dat partijen van tevoren overeenkomen dat eventuele (toekomstige) geschillen die uit het contract zullen voortvloeien aan een of meer arbiters (oneven in aantal) zullen worden voorgelegd. Sommige bedrijven bepalen in hun algemene voorwaarden dat eventuele geschillen aan arbitrage zullen worden onderworpen. Partijen kunnen ook een arbitrageovereenkomst aangaan nadat tussen hen een geschil is ontstaan, een compromis.
Partijen kunnen in het contract ook bepalen bij welk arbitrage-instituut de eventuele geschillen zullen worden afgedaan. Zo bestaat in Europa een netwerk van Kamers van Koophandel die arbitrages verzorgen. Partijen kunnen, bijvoorbeeld in het geval van een internationaal contract, in het contract bepalen in welk land, bij welk arbitrage-instituut en in welke procestaal hun geschillen zullen worden afgedaan.
Een voorbeeld van een arbitraal beding van het Nederlands Arbitrage Instituut luidt: 
Alle geschillen welke mochten ontstaan naar aanleiding van de onderhavige overeenkomst dan wel van nadere overeenkomsten, die daarvan het gevolg mochten zijn, zullen worden beslecht overeenkomstig het Reglement van het Nederlands Arbitrage Instituut.

## Ruimere betekenis
Buiten de context van contracten of van het uitzonderlijk fenomeen van staatkundige arbitrage hieronder voor België, wordt de term arbitrage ook weleens in bredere zin gebruikt voor elke methode van geschilbeslechting buiten de rechter om. Die aanduiding is niet in alle gevallen helemaal juist. Zo onderscheidt arbitrage zich van mediation, een methode van geschilbeslechting waarbij een derde (de mediator) partijen die een geschil hebben, helpt om samen tot een oplossing te komen van hun geschil, maar geen bindende beslissing geeft.

## Overzicht conflictoplossingsmethoden
Een voorbeeld van arbitrage: iemand heeft een verbouwing laten uitvoeren, maar hij vindt de kwaliteit van het werk beneden de maat. De klant weigert de laatste termijn te betalen, de bouwer eist het volledige bedrag. De zaak die beide partijen verdeeld houdt is een subjectieve kwestie, namelijk, waar ligt de grens tussen net goed genoeg en te slecht? 
1. De eerste stap is: in overleg treden en proberen met argumenten de andere partij te overtuigen. Heel vaak, kan het conflict op die manier opgelost worden, bijvoorbeeld doordat een van beide partijen zijn verzet staakt, of doordat een compromis wordt gevonden.
2. Vervolgens kan er een derde bijgehaald worden om te bemiddelen. Een formele bemiddelingsprocedure is mediation. Sinds het eind van de twintigste eeuw zijn formele procedures voor mediation sterk in opkomst.
3. Als er geen overeenstemming wordt bereikt, kan worden afgesproken de zaak aan arbitrage te onderwerpen. Dat kan alleen als beide partijen ermee instemmen, maar vanaf het moment dat partijen een arbitrageovereenkomst sluiten, zijn ze er aan gebonden. Als iemand teleurgesteld is in de uitspraak van de arbiter, kan deze er niet meer van afzien. Dat is een verschil met mediation, waarbij in overleg tot een compromis wordt geprobeerd te komen en elke partij zich tot het ondertekenen van het compromis kan terugtrekken.
4. Er kan slechts in hoger beroep gegaan worden indien de partijen dit in de overeenkomst opgenomen hebben. Als laatste mogelijkheid kan elk van beide partijen proberen via de rechtbank van eerste aanleg zijn recht te halen, maar dit heeft de volgende nadelen:

- - een procedure bij de rechter is tijdrovend en kostbaar,
  - een rechtszaak leidt vaak tot een verstoorde relatie, die een toekomstige vruchtbare zakelijke relatie bemoeilijkt,
  - een rechtszaak wordt in principe in het openbaar behandeld, waardoor de zaak ongewenst in de publiciteit kan komen.

Voor een rechterlijke procedure is de instemming van de tegenpartij niet vereist.
Bij arbitrage bestaat de keuze als beoordelingsmaatstaf volgens ofwel toepassing van de regelen des rechts dan wel te oordelen volgens goede mannen naar billijkheid.

## Arbiters
Als arbiters worden gewoonlijk juristen of deskundigen uit de branche (bijvoorbeeld bouwkundigen) aangezocht. Meestal wordt één of een drietal arbiters benoemd. In elk geval een oneven aantal. Dit om te voorkomen dat de stemmen op een gelijk aantal eindigen, waardoor er geen meerderheid ontstaat en er geen vonnis kan worden uitgesproken.

## Kosten
Bij arbitrage zullen partijen de kosten van de arbiters moeten betalen. Dit is vrijwel het enige nadeel van arbitrage ten opzichte van een procedure bij de gewone rechter. De Staat betaalt immers de inkomens van de gewone rechters. Voor het overige wordt als voordeel van arbitrage ten opzichte van de gewone rechter wel verdedigd dat een arbitraal geding sneller verloopt dan een geding bij de gewone rechter. Verder is een arbitraal geding informeler dan bij de gewone rechter en zijn er minder problemen met officiële talen. Een voordeel is ook als bijvoorbeeld bedrijfsgeheimen op het spel staan dat een arbitraal geding en het daaropvolgende arbitraal vonnis veelal niet openbaar zijn, terwijl bij de gewone rechter de zitting en de uitspraak openbaar zijn. In internationale zaken vormen de mogelijkheden tot erkenning en tenuitvoerlegging van arbitrale vonnissen een groot voordeel ten opzichte van rechtspraak bij de gewone rechter. Voor de erkenning en tenuitvoerlegging van arbitrale vonnissen bestaat een verdrag, te weten: het Verdrag van New York van 1958, waarbij meer dan 140 landen zijn aangesloten, terwijl de vergelijkbare regelingen voor de erkenning en tenuitvoerlegging van rechterlijke uitspraken een veel minder groot toepassingsbereik hebben.
Soms worden de kosten van een arbitraal geding (de kosten van een arbitrage-instituut, de arbiterhonoraria en de kosten van rechtsbijstand van elk van de partijen) gelijkelijk verdeeld tussen de partijen, maar meestal zal de in het ongelijk gestelde partij worden veroordeeld tot betaling van de kosten van de arbitrage. Voor zover dit de veroordeling tot betaling van de kosten van rechtsbijstand van de in het gelijk gestelde partij betreft, zal de in het ongelijk gestelde partij veelal niet tot betaling van de volledige kosten van de in het gelijk gestelde partij worden veroordeeld. Het systeem van de kostenveroordeling kan als voordeel hebben dat niet roekeloos besloten zal worden een geding te beginnen, aangezien dit het risico met zich brengt dat er hoge kosten zijn als het geding verloren wordt.
Hoewel partijen zich bij een arbitrageprocedure kunnen doen bijstaan door een advocaat, is dit in het algemeen niet vereist, terwijl dit bij een procedure in Nederland voor de gewone rechter (behalve bij een kantonrechter) wel verplicht is. In België is een advocaat slechts verplicht voor het Hof van Assisen en het Hof van Cassatie. Dit betekent in het algemeen een kostenbesparing, hoewel opgemerkt moet worden dat een gebrek aan juridische kennis de zaak kan schaden. Bij sommige arbitrageprocedures (en bindend-adviesprocedures) staan de kosten van tevoren vast: voor het in behandeling nemen van een geschil wordt een vastgesteld tarief berekend.

## Procedure
De procedure van een arbitrage is vergelijkbaar met een rechtszaak bij de gewone rechter. De procedure kan pas beginnen als tussen partijen een arbitrageovereenkomst (een arbitraal beding of een compromis) bestaat. De procedure verloopt bijvoorbeeld als volgt: 
1. Een van beide partijen doet een aanvraag voor arbitrage,
2. Bij die aanvraag formuleert de aanvrager een eis, bijvoorbeeld geld terug, en voert hij de redenen daarvoor aan, en brengt daarbij eventuele bewijsstukken in.
3. De verweerder reageert daarop schriftelijk (het antwoord) en formuleert eventueel een tegeneis.
4. De arbiter kan partijen nog een aantal malen schriftelijk laten reageren (respectievelijk repliek en dupliek).
5. Op een zitting (mondelinge behandeling) proberen de partijen de arbiters mondeling te overtuigen van hun gelijk. Bij de meeste arbitrages zijn de zittingen niet openbaar.
6. Afhankelijk van het onderwerp van geschil kunnen de arbiters ter plaatse gaan kijken: bij geschillen in de bouw is dit uiteraard gebruikelijk.
7. De arbiters beraden zich en doen vervolgens schriftelijk uitspraak.

## Tenuitvoerlegging van arbitrale vonnissen
Zoals hiervoor uiteengezet, zijn het bij arbitrage de arbiters die een beslissing nemen. Uiteraard is het de bedoeling dat partijen zich dan ook bij die uitspraak neerleggen. Problemen kunnen echter ontstaan als de in het ongelijk gestelde partij het arbitraal vonnis niet naleeft. Hierbij valt bijvoorbeeld te denken aan een reisorganisatie, die in de folder verwachtingen heeft gewekt die niet zijn waargemaakt, en die deswege aan de teleurgestelde vakantieganger een door de arbiters vastgesteld bedrag moet betalen, terwijl de reisorganisatie niet voldoet aan de uitspraak van de arbiters.
In veel gevallen zal de arbitrage plaatsvinden door een door een branche-organisatie ingesteld scheidsgerecht, en zal enige druk van die organisatie op het desbetreffende lid voldoende zijn om deze tot nakoming te bewegen. Indien dat geen soelaas biedt, of indien een dergelijke vorm van aansporing niet mogelijk is, kan de in het gelijk gestelde partij naar de gewone rechter stappen met het verzoek om verlof tot tenuitvoerlegging van het arbitrale vonnis te verlenen. Deze procedure is de exequaturprocedure. De rechter zal in dit geval alleen op zeer fundamentele punten letten, en met name bezien of het arbitraal vonnis in strijd is met de openbare orde. Bestaat geen strijd met de openbare orde, dan zal hij de tenuitvoerlegging gelasten. De rechter zal het geschil niet inhoudelijk opnieuw behandelen. Met het arbitraal vonnis, en het verlof tot tenuitvoerlegging van de rechter, kan de in het gelijk gestelde partij de normale middelen aanwenden om het vonnis ten uitvoer te doen leggen (ofwel executeren).

## Vernietiging van arbitrale vonnissen
Hoewel arbitrage plaatsvindt bij uitsluiting van de gang naar de burgerlijke rechter, kunnen vonnissen van een scheidsgerecht van arbiters bijgeval wel vatbaar zijn voor vernietiging door de rechter, namelijk indien de inhoud en de wijze van totstandkoming ervan in strijd blijken met de openbare orde (artikel 1065, eerste lid onder e van het Wetboek van Burgerlijke Rechtsvordering) of indien het arbitrale vonnis niet met redenen is omkleed (artikel 1065, eerste lid onder d van dat wetboek).
De inhoud van een arbitraal vonnis kan bijvoorbeeld in strijd zijn met de openbare orde indien het een overeenkomst sanctioneert en legitimeert die tot stand was gekomen onder invloed van corruptie. Het verbod op corruptie is dwingend recht van een dusdanig fundamenteel karakter dat dit een kwestie van openbare orde betreft en de naleving ervan niet door beperkingen van procesrechtelijke aard mag worden verhinderd. Om na te gaan of een overeenkomst onder invloed van corruptie tot stand is gekomen, dient de burgerlijke rechter een inhoudelijke herbeoordeling uit te voeren van datgene wat er door de partijen in de arbitrageprocedure was aangevoerd.
Een arbitraal vonnis moet ook geacht worden niet met redenen te zijn omkleed, indien het zo gebrekkig blijkt te zijn gemotiveerd dat het met een geheel ongemotiveerd vonnis op één lijn kan worden gesteld.
Indien de arbiters hebben nagelaten te beslissen omtrent een essentieel verweer kan de uitspraak worden vernietigd wegens schending van de opdracht.

## Arbitrage versus bindend advies
Een vorm van particuliere geschillenbeslechting (dus buiten de rechter om) die met arbitrage veel verwantschap vertoont is het bindend advies. Evenals bij arbitrage kan het bindend advies zowel zien op de beslechting van geschillen (aldus is het ook een vorm van rechtspraak, zij het in materiële zin) als op de invulling van een lacune in de rechtsverhouding tussen partijen of op de vaststelling van de kwaliteit van bepaalde zaken.
Een bindend advies kan bijvoorbeeld voorkomen indien een geschil bestaat over de kwaliteit van een partij geleverde goederen. Partijen kunnen een derde (de bindend adviseur) vragen om te bepalen of dit nu A-, B- of C-kwaliteit is. Als deze eenmaal heeft beslist dat het B-kwaliteit is, is daarmee de kous af, althans voor zover het de vraag betreft welke kwaliteit de desbetreffende partij goederen heeft. Het is evenwel ook mogelijk dat partijen een bindend advies vragen omtrent de uitleg van een contract of dat zij een bindend advies vragen in een geschil over de nakoming van een contract.
Het Nederlandse televisieprogramma De Rijdende Rechter maakt van deze alternatieve vorm van rechtspraak (het bindend advies) gebruik.
Ook bindend advies moet door partijen overeengekomen worden. Dit kan zowel voordat een geschil tussen partijen bestaat alsook nadat een geschil tussen partijen is ontstaan. Een bindend advies kan door de rechter slechts terzijde worden gesteld indien deze tot het oordeel komt dat geen redelijk handelend bindend adviseur had kunnen komen tot de beslissing waarom het gaat. Ook als bepaalde fundamentele beginselen van procesrecht, als bijvoorbeeld het beginsel van hoor en wederhoor, zijn geschonden, kan het bindend advies terzijde worden gesteld.

## Organisaties op het gebied van arbitrage

### Algemeen

#### Geschillencommissies
Diverse brancheorganisaties hebben hun eigen arbitragecommissie. Deze commissies heten ook wel geschillencommissie. De mogelijkheid (en vaak ook de verplichting) om geschillen voor te leggen aan een dergelijke commissie pleegt dan in de Algemene Voorwaarden te zijn opgenomen. De indruk is dat een groot deel van de in het maatschappelijk verkeer gehanteerde algemene voorwaarden een dergelijke clausule bevat. Overigens kan hier ook vaak sprake zijn van bindend advies.

#### Kamers van Koophandel
Via de Kamer van Koophandel kon tot 1 oktober 2013 verzocht worden om onafhankelijke arbiters aan te wijzen. Dit is in heel Europa mogelijk en heel flexibel: zo kan in een contract tussen partijen uit Duitsland, Spanje en Italië worden vastgelegd dat een eventuele arbitrage zal gebeuren bij de Kamer van Koophandel van Parijs, volgens Belgische wetgeving, met Engels als voertaal. Zoiets gebeurt bijvoorbeeld bij contracten die door Europa gesubsidieerd worden.

### Nederland

#### Nederlands Arbitrage Instituut
In Nederland bestaat sinds 1949 het Nederlands Arbitrage Instituut, een onafhankelijke stichting die arbitrageprocedures organiseert. Het bestuur van de NAI bevat onder andere vertegenwoordigers van Kamers van Koophandel. Het NAI doet zelf geen arbitrage-uitspraken. Ze beschikken over een bestand van deskundige arbiters, die per zaak worden toegewezen.

#### Stichting Geschillenoplossing Automatisering
Voor arbitrages in de ICT sector bestaat sedert 1989 een arbitrage instituut onder de naam Stichting Geschillenoplossing Automatisering (SGOA). Arbitrale colleges worden door partijen zelf samengesteld uit juristen en deskundigen op ICT gebied, aan de hand een SGOA deskundigenlijst.

#### Raad van Arbitrage voor de Bouw
De Raad van Arbitrage voor de Bouw is in 1907 opgericht om geschillen in de bouw bij wege van arbitrage te beslechten. In het algemeen treden als arbiter(s) op, deskundigen uit de bouwwereld. Om de onafhankelijkheid te waarborgen zijn er diverse organisaties bij de Raad van Arbitrage voor de Bouw betrokken: Bouwend Nederland, Kivi, BNA, ONRI, Ministerie van Verkeer en Waterstaat, VNG, Aedes en Nederlandse Juristen-Vereniging. De voorzitter wordt op voordracht van de Raad van de Rechtspraak benoemd en is (oud-)lid van de Rechterlijke Macht.

#### Stichting Arbitrage Rechtspraak Nederland
Stichting Arbitrage Rechtspraak Nederland heeft als missie de rechtstoegang voor alle procespartijen laagdrempeliger te maken, allereerst in Nederland. Als de bevoegdheid van het scheidsgerecht is geregeld kunnen (incasso-)geschillen veel sneller en tegen veel lagere kosten volledig digitaal worden beslecht. Naleving van het arbitraal vonnis kan met een executieverlof door de gerechtsdeurwaarder worden afgedwongen.

#### Stichting Tamara
De stichting Transport And Maritime Arbitration Rotterdam-Amsterdam (TAMARA) biedt sinds 1988 een mogelijkheid om door arbitrage geschillen op het terrein van scheepvaart, transport en internationale handel op een efficiënte manier op te lossen. Arbitrage via de stichting TAMARA is een alternatief voor de traditionele rechtsgang en voor Londense arbitrage. In September 2018 is de naam TAMARA vervangen door UNUM, de service is tevens uitgebreid met e-arbitration en e-mediation.

#### Stichting DigiTrage
De stichting DigiTrage verzorgt digitale arbitrage voor incassozaken. De stichting is in 2013 opgericht en is gevestigd in Utrecht. De organisatie achter DigiTrage bestaat uit professionals afkomstig uit de advocatuur, rechtspraak, academische wereld en bedrijfsleven. Om de onafhankelijkheid te waarborgen kent de stichting een Raad van Toezicht en een Raad van Advies. DigiTrage opereert zonder winstoogmerk.

### België

#### Kamer van arbitrage en bemiddeling
In België opereert de Kamer van arbitrage en bemiddeling vzw dit is een vereniging van juristen en andere deskundigen die zich beschikbaar stellen als arbiter. De centrale organisatie draagt zorg voor een goede afwikkeling van de procedure.

#### Belgisch Centrum voor Arbitrage en Mediatie (CEPINA)
Het Belgisch Centrum voor Arbitrage en Mediatie, afgekort CEPINA, is een vereniging zonder winstoogmerk die in 1969 is opgericht door het Verbond van Belgische Ondernemingen (VBO) en de Belgische Organisatie van de Internationale Kamer van Koophandel (ICC). Het doel is enerzijds het bestuderen en bevorderen van arbitrage en mediatie en anderzijds de begeleiding van arbitrage- en mediatieprocedures.
CEPINA is een onafhankelijk arbitrage- en mediatiecentrum, samengesteld uit bedrijfsleiders, hoogleraren, bedrijfsjuristen, advocaten en notarissen.

#### Belgische Staatkundige arbitrage
Het Belgische Arbitragehof, in 2005 omgedoopt tot Grondwettelijk Hof, ziet toe op de naleving van de grondwettelijke bevoegdheidsverdeling tussen de Staat, gemeenschappen (Vlaams, Frans, Duitstalig) en gewesten (Vlaams, Waals, Brussels hoofdstedelijk). Dit hof kan ook wetskrachtige normen toetsen aan bepalingen uit de grondwet. Dit is een wettelijk vastgelegde arbitrage op niveau van bestuurlijke overheden van de federale staat die België is. Dit heeft echter weinig te maken met het oplossen van problemen tussen rechtspersonen (bijvoorbeeld in verband met naleving van contracten).

### Internationale arbitrage
In plaats van overeen te komen een geschil aan de nationale arbitrageinstituten voor te leggen, kunnen partijen ook internationale arbitrage overeenkomen bij UNCITRAL volgens de regels zoals die in de Verenigde Naties zijn afgesproken. 
Verder wordt arbitrage nog aangeboden door onder meer de International Chamber of Commerce en de London Court of International Arbitration (LCIA). Gaat het om investeerder-staatarbitrage, dan is vaak Internationaal Centrum voor Beslechting van Investeringsgeschillen (ICSID) bevoegd.
Voor arbitrage tussen staten kunnen geschillen aan het Permanent Hof van Arbitrage in Den Haag worden voorgelegd.